# Копковка
Копковка — река в России, протекает по Кинель-Черкасскому району Самарской области. Устье реки находится в 21 км от устья Козловки по правому берегу. Длина реки составляет 12 км, площадь водосборного бассейна — 32,5 км².

## Данные водного реестра
По данным государственного водного реестра России относится к Нижневолжскому бассейновому округу, водохозяйственный участок реки — Сок от истока и до устья. Речной бассейн реки — Волга от верховий Куйбышевского водохранилища до впадения в Каспий.
Код объекта в государственном водном реестре — 11010000612112100005877.